# Tenedos perfidus
Tenedos perfidus là một loài nhện trong họ Zodariidae.
Loài này thuộc chi Tenedos. Tenedos perfidus được Rudy Jocqué & Léon Baert miêu tả năm 2002.